# Calomyscus mystax
Calomyscus mystax är en däggdjursart som beskrevs av Kashkarov 1925. Calomyscus mystax ingår i släktet mushamstrar, och familjen hamsterartade gnagare. IUCN kategoriserar arten globalt som livskraftig. Inga underarter finns listade i Catalogue of Life.
Vuxna exemplar blir 70 till 98 mm långa (huvud och bål), har en 62 till 104 mm lång svans och har 16 till 22 mm långa bakfötter. Viktuppgifter saknas. Påfallande är artens små öron (12 till 20 mm) i jämförelse med andra kroppsdelar. Vid den gråa pälsen på ovansidan har några hår gula nyanser och andra hår mörka spetsar. Undersidan är täckt av vit päls. Tofsen på svansens spets som är typisk för mushamstrar finns likaså.
Denna gnagare förekommer vid södra delen av Kaspiska havet från Armenien till Turkmenistan. I bergstrakter når arten 3000 meter över havet. Habitatet utgörs av klippiga bergsstäpper, buskskogar och andra regioner med sparsamt växtlighet.
Individerna lever ensam eller i små flockar. De är under årets heta månader nattaktiva och kan under andra årstider vara aktiva på dagen. Calomyscus mystax äter främst frön, blad, gräs och kvistar. I fångenskap åt den även små ryggradslösa djur. Mellan mars och maj föder honor en kull med 3 till 5 ungar, sällan upp till 7. Ibland har de två kullar per år. Ungarna föds blinda och utan tänder. De får sina första framtänder efter 8 till 18 dagar och de öppnar sina ögon efter 18 till 30 dagar.